# Elymus reflexiaristatus
Elymus reflexiaristatus là một loài thực vật có hoa trong họ Hòa thảo. Loài này được (Nevski) Melderis mô tả khoa học đầu tiên năm 1978.